# 小子密枝圆柏
小子密枝圆柏（学名：Juniperus convallium var. microsperma）是柏科刺柏属密枝圆柏的变种，为中国青藏高原特有植物。该物种仅分布在中华人民共和国西藏自治区林芝市波密县帕隆藏布江峡谷海拔3,180米到3,560米的地带，目前尚未由人工引种栽培。